# Ylä-Säynelampi
Ylä-Säynelampi är en sjö i kommunen Polvijärvi i landskapet Norra Karelen i Finland. Arean är 36 hektar och strandlinjen är 4,75 kilometer lång. Sjön  ingår i Vuoksens huvudavrinningsområde.   Den ligger omkring 18 kilometer nordväst om Joensuu och omkring 370 kilometer nordöst om Helsingfors. 